# Minister

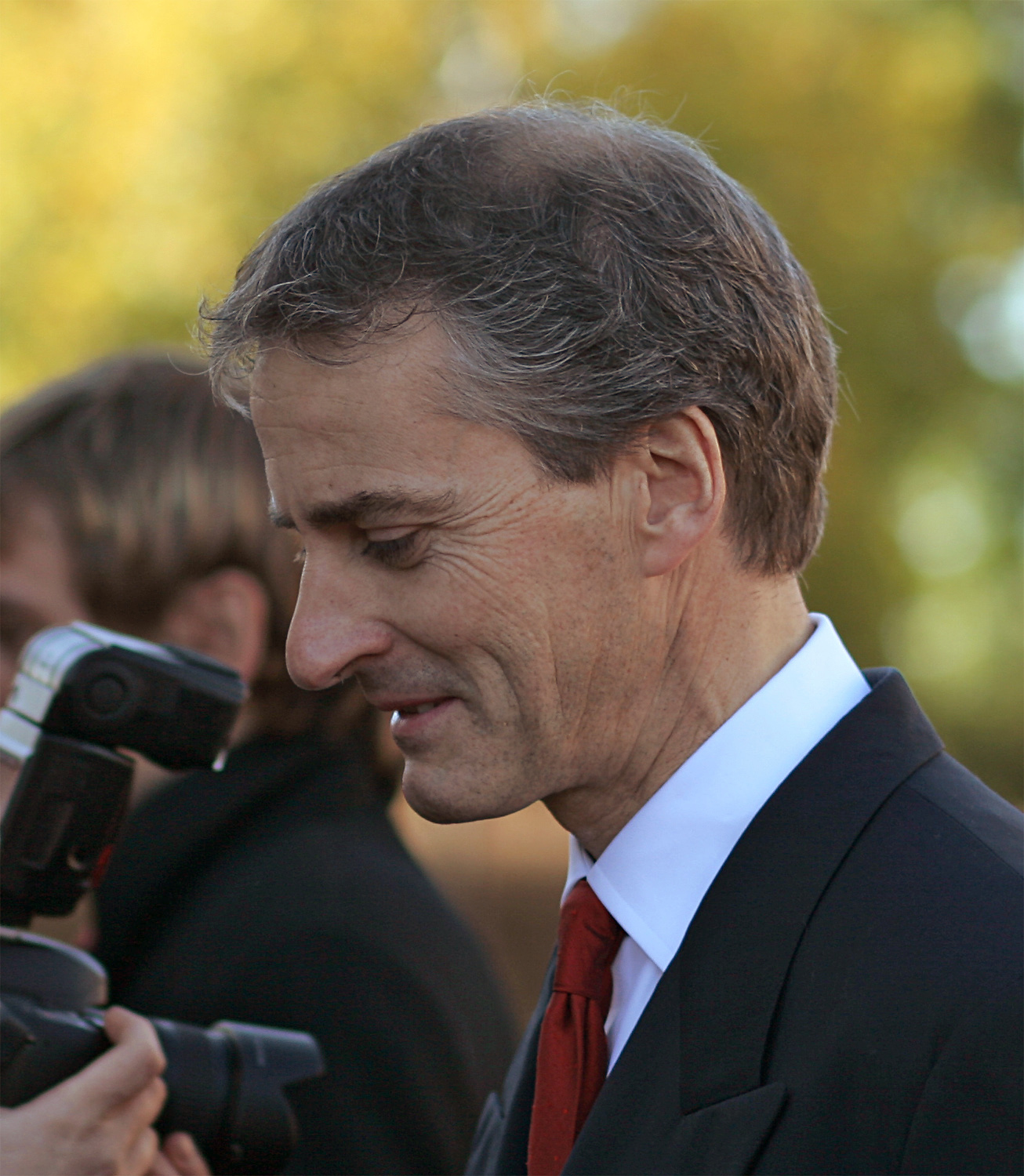
Jonas Gahr Støre, norsk utrikesminister, departementschef och ledamot av regeringen, rådgivare åt kungen som medlem av det norska statsrådet.

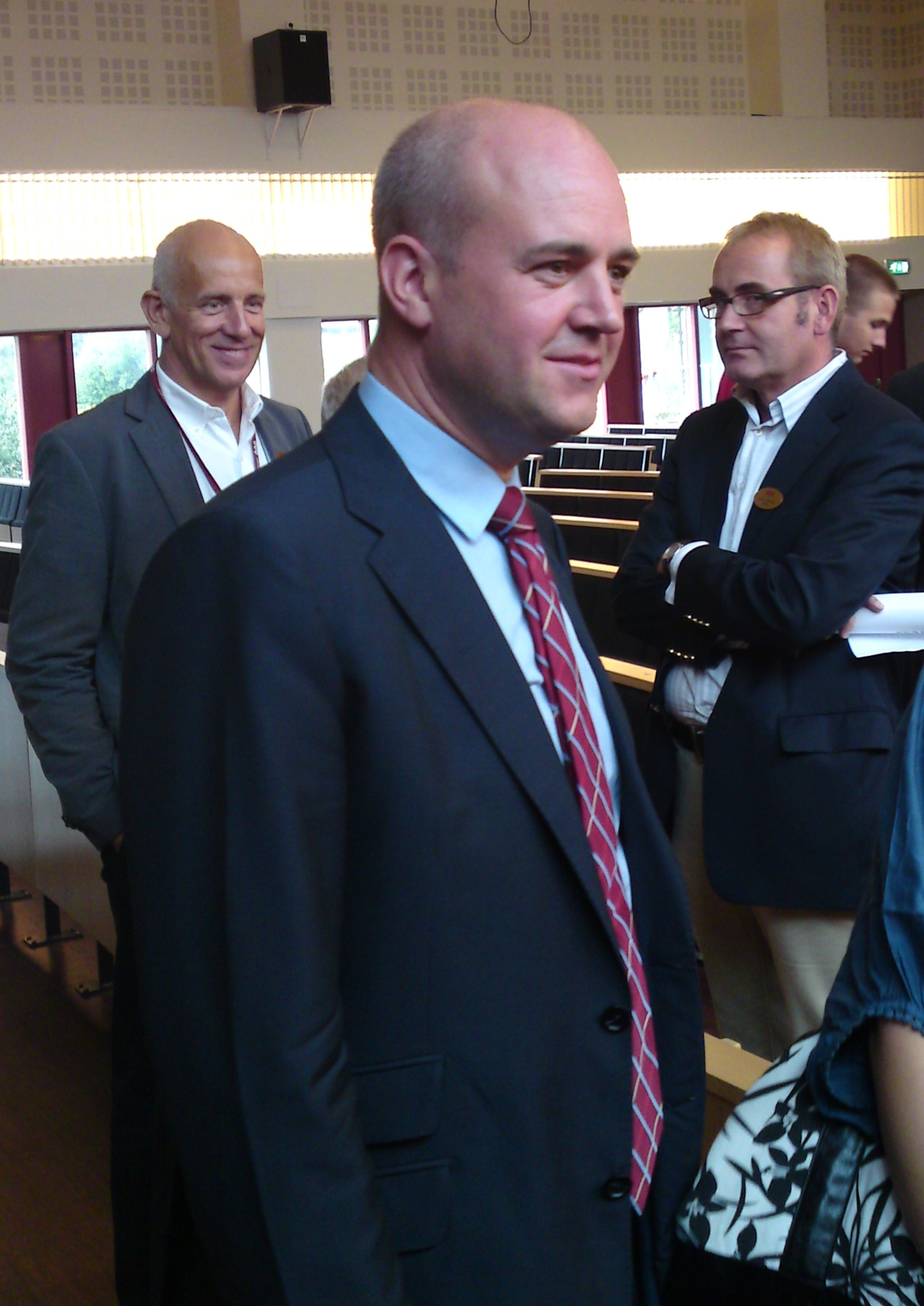
Fredrik Reinfeldt, svensk före detta statsminister, regeringschef samt chef för Statsrådsberedningen och Regeringskansliet, partiledare för Moderaterna.

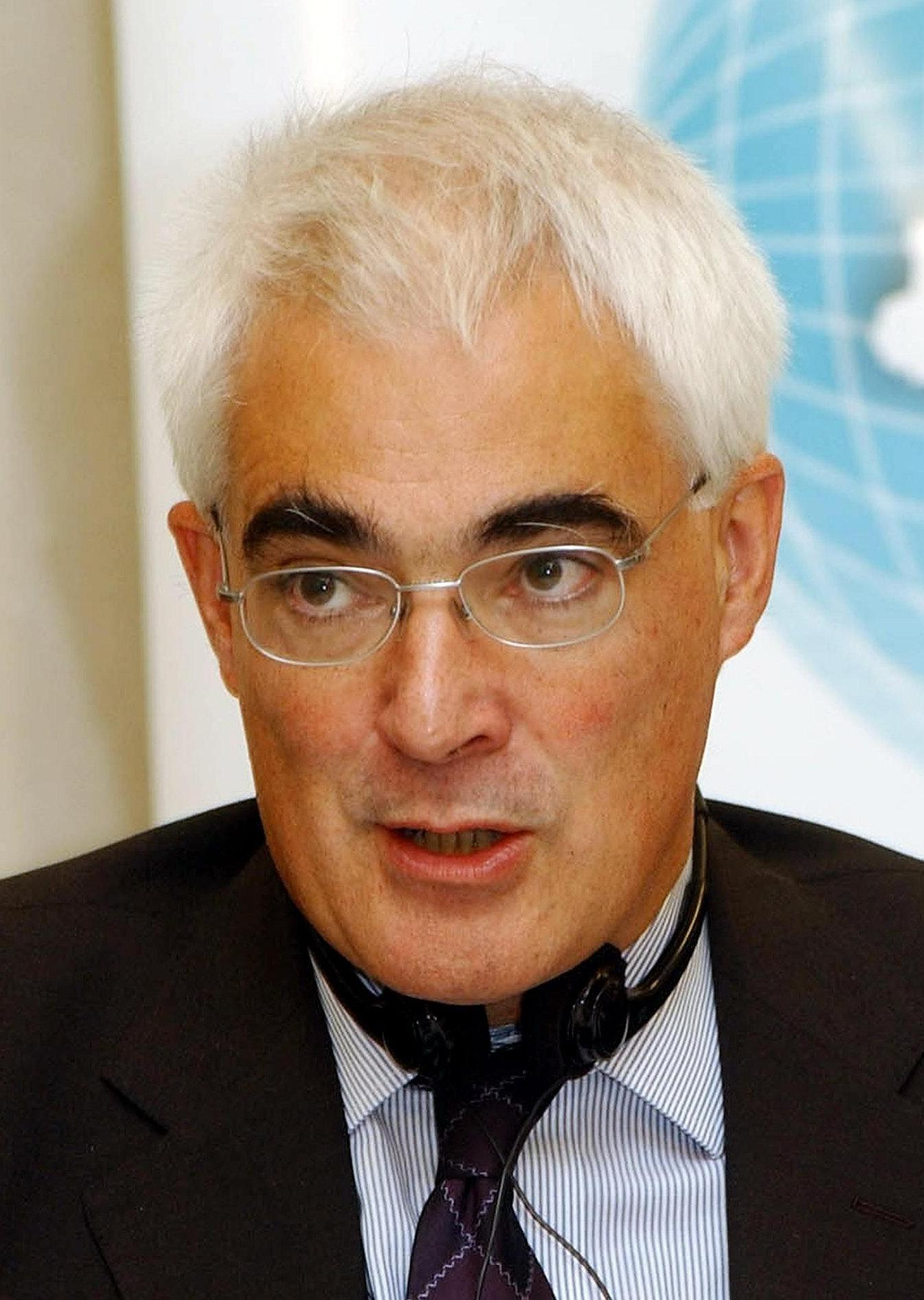
Alistair Darling, brittisk finansminister och departementschef, kabinettsmedlem i egenskap av Chancellor of the Exchequer samt rådgivare åt drottningen i egenskap av Second Lord of the Treasury, ledamot av underhuset.

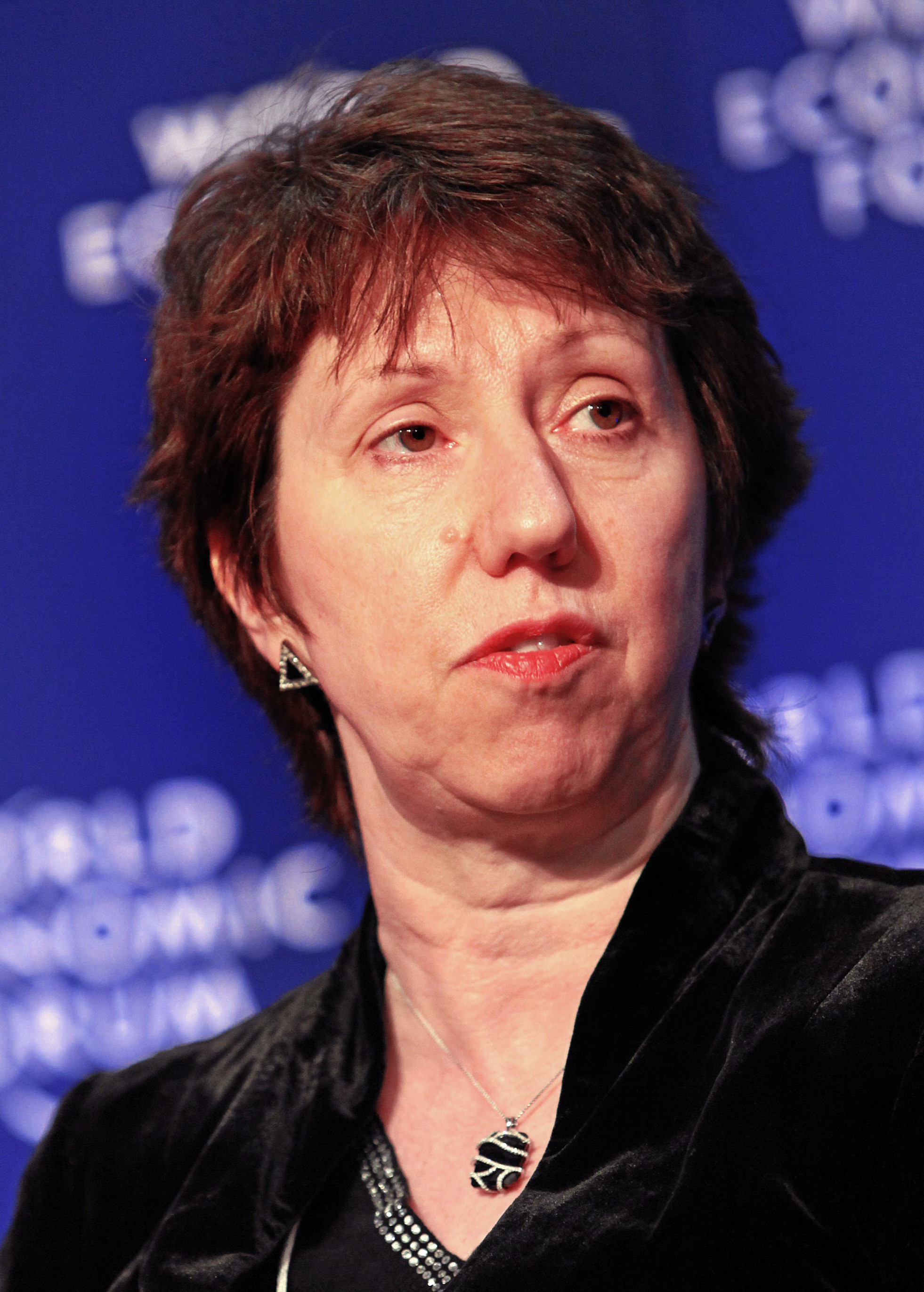
Catherine Ashton, EU:s höga representant för utrikes frågor och säkerhetspolitik, ledamot av EU-kommissionen, brittisk före detta minister i bland annat undervisningsfrågor (ej kabinettspost), senare kabinettsmedlem i egenskap av Leader of the House of Lords, rådgivare åt drottningen, ledamot av överhuset.

En minister är en hög tjänsteman inom en statsförvaltning, som vanligtvis är politiskt tillsatt. Oftast är ministern en ordinarie regeringsledamot, men i de länder där den inre regeringskretsen utgörs av ett kabinett är det endast kabinettsmedlemmar som ansvarar för regeringens beslut inför parlamentet. En minister kan alltså ingå i den innersta regeringskretsen och kan även vara chef för ett ministerium, men behöver inte vara det.

## Ställning
Det förekommer att olika titlar används om ministrar som regeringsmedlemmar beroende på vilken ställning de har, men i Sverige är alla ministrar medlemmar av ett regeringskabinett som är ansvarigt inför Sveriges riksdag och någon distinktion mellan olika typer av ministrar görs inte, annat än för huruvida de är departementschefer eller ej.
I Sverige är enligt grundlagen den formella benämningen statsråd på ledamöter av Sveriges regering - och det är så de bör tilltalas och omtalas - utom  statsministern som även formellt har en ministertitel. Övriga ledamöter har titlar som ”statsrådet och chefen för finansdepartementet”. Benämningen ”statsråd” syftade ursprungligen (och i till exempel Norge fortfarande) på en grupp rådgivare vid monarks eller statschefs sida, vilka inte är ansvariga inför parlamentet, eller på monarkens och dessa rådgivares beslutande möte.
I de flesta konstitutionella monarkier är rollerna som kabinettsminister och som ledamöter av det råd där monarken utdelar kunglig sanktion vanligtvis åtskilda, även om det kungliga rådet oftast innefattar flera ledamöter som samtidigt är ministrar i den sittande regeringen. Motsvarande ordning kan också finnas i republiker, beroende på om statschefen även fungerar som regeringschef eller ej.

## Regeringsarbetet
Oavsett om det finns ministrar med olika befogenheter eller ställning inom ett lands regering, brukar ändå den ledande ministern åtnjuta en särskild ställning. I politiska system som tillämpar parlamentarism brukar denna minister ofta kallas premiärminister, men även andra benämningar förekommer som statsminister, chefsminister, ministerpresident, eller konseljpresident. Denne ledande minister är vanligtvis regeringschef och enligt konstitutionell praxis brukar hela regeringskabinettets ställning vara beroende av denne. Det vill säga att om regeringschefen tvingas avgå faller även hela regeringen. Regeringschefen har heller inget eget ministerium utan är endast sammankallande för övriga ministrar, men i utvidgad mening skulle man kunna säga att regeringschefen är ytterst ansvarig för hela regeringsapparaten. I Sverige är statsministern chef för Regeringskansliet, en myndighet som omfattar Statsrådsberedningen, Förvaltningsavdelningen och de olika departementen.
Omfattningen av det ansvar en minister har skiljer sig mellan olika länder, men de i flesta länder tillämpas ett system där ministern även är högste myndighetschef för hela den underlydande förvaltning som hör till ministeriet, analogt med en verkställande direktör och koncernchef i näringslivet, och sålunda har laglig befogenhet att enrådigt detaljstyra och ingripa i enskilda ärenden. Exempelvis kan USA:s försvarsminister detaljstyra och ingripa i alla ärenden i den jättelika förvaltning som USA:s försvarsdepartement utgör, så länge det inte finns uttryckliga hinder i form av lag stiftad av USA:s kongress, rättsfallspraxis eller befallning från USA:s president.
Det systemet brukar i Sverige nedsättande kallas för ministerstyre och i detta sammanhang utgör Sverige ett undantag från den internationella normen, eftersom regeringsformen har förbud mot ministerstyre. En svensk minister (statsråd) som också är departementschef är chef endast för sitt departement, men myndigheterna under departementets ansvarsområde är självstyrande förvaltningsmyndigheter som står i lydnadsförhållande till regeringen (kollektivt) - inte ansvarig minister - och ministern får inte ingripa i enskilda ärenden i någon av myndigheterna under dennes ansvar. Inte heller Finland tillåter ministerstyre.

## Mellanstatligt samarbete
När man refererar till ministrarna i en regering som kollektiv brukar man ibland använda uttrycket ministär. Det förekommer ibland att ministrar från olika länder träffas för särskilda överläggningar och för att samordna ländernas politik. Två sådana exempel som även är fast etablerade ministerråd är Nordiska ministerrådet och Europeiska unionens råd, formellt kallat Rådet.
Europeiska unionen har en gemensam utrikes- och säkerhetspolitik och det yttersta ansvaret för att denna är förankrad i medlemsstaternas regeringar har Rådet bestående av unionens utrikesministrar. Den som företräder unionens gemensamma politik utåt är en Europeiska unionens höga representant för utrikes frågor och säkerhetspolitik, som på detta sätt själv motsvarar en slags utrikesminister. Europeiska kommissionen har 27 kommissionärer och för varje område de ansvarar för finns det också ett råd sammansatt med fackministrar från medlemsstaterna som beslutar om unionens politik.

## Lista över ministerposter
| - Förbundskansler - Förste minister - Konseljpresident - Ministerpresident - Premiärminister - Statsminister | - Ställföreträdande regeringschef (statsministerns ställföreträdare, "vice statsminister") - Finansminister och Biträdande finansminister - Försvarsminister och Biträdande försvarsminister - Jordbruksminister och Biträdande jordbruksminister - Justitieminister och Biträdande justitieminister - Kulturminister och Biträdande kulturminister - Näringsminister och Biträdande näringsminister - [Socialminister och Biträdande socialminister - Utbildningsminister och Biträdande utbildningsminister - Utrikesminister och Biträdande utrikesminister |

### Andra förekommande ministerposter
- Arbetsmarknadsminister och biträdande arbetsmarknadsminister

| - Ammunitionsminister - Arbetslivsminister - Arbetsmarknadsminister - Arbetsminister - Arbetsrättsminister - Barnminister - Biståndsminister - Bränsleminister - Bostadsminister - Byggnadsminister - Budgetminister - Civilförsvarsminister - Civilminister - Demokratiminister - Ecklesiastikminister - Ekonomiminister - Energiminister - Europaminister - Familjeminister - Finansmarknadsminister - Fiskeminister - Flygminister - Folkförsörjningsminister - Folkhushållningsminister - Folkhälsominister | - Forskningsminister - Framtidsminister - Förskoleminister - Förvaltningsminister - Gymnasieminister - Handikappminister - Handelsminister - Hälsominister - Hälsovårdsminister - Högskoleminister - Idrottsminister - Immigrationsminister - Industriminister - Informationsminister - Infrastrukturminister - Innovationsminister - Inrikesminister - Integrationsminister - Invandrarminister - IT-minister - Justitiestatsminister - Jämställdhetsminister - Kolonialminister - Klimatminister - Konsumentminister - Kommunminister | - Kommunalminister - Kunskapsminister - Kunskapslyftsminister - Jämställdhetsminister - Krigsminister - Kyrkominister - Kultusminister - Landsbygdsminister - Lantbruksminister - Löneminister - Marinminister - Migrationsminister - Miljöminister - Minister för nordiskt samarbete - Nedrustningsminister - Oljeminister - Personalminister - Planminister - Polisminister - Propagandaminister - Regionminister - Rymdminister - Samordningsminister - Samhällsbyggnadsminister - Samfundsminister - Sjukvårdsminister | - Sjukförsäkringsminister - Sjöminister - Skatteminister - Skolminister - Socialförsäkringsminister - Socialtjänstminister - Sportminister - Stadsutvecklingsminister - Storstadsminister - Straffrättsminister - Säkerhetsminister - Teknikminister - Transportminister - Turismminister - Undervisningsminister - Ungdomsminister - Utrikeshandelsminister - Utrikesstatsminister - Utvecklingsminister - Vapenexportminister - Vetenskapsminister - Vårdminister - Vägminister - Äldreminister - Äldreomsorgsminister |